# Guy Sebastian
Guy Theodore Sebastian (Klang, 26 ottobre 1981) è un cantante australiano.
Vincitore di Australian Idol nel 2003, Sebastian ha conquistato immediatamente un enorme successo ottenendo svariate certificazioni platino con tutti i suoi album e mettendo a segno svariate collaborazioni con artisti internazionali, il che gli ha permesso anche di entrare nella top 20 della Billboard Hot 100. Il suo singolo di esordio Angels Brought Me Here è risultato essere la canzone di maggior successo in Australia nel decennio 2000-2009. Nel 2015 ha rappresentato l'Australia durante l'Eurovision Song Contest (il Paese oceanico era alla sua prima partecipazione), qualificandosi quinto.

## Biografia
Nato in Malaysia, è cresciuto ad Adelaide. Durante l'infanzia, Guy Sebastian ha imparato a suonare batteria, chitarra e pianoforte. Successivamente l'artista ha frequentato l'università, scegliendo in un primo momento la facoltà di medicina e lasciandola successivamente per quella di ingegneria del suono.

## Carriera

### Australian Idol e Just As I Am (2003-2004)
Nel 2003 Guy Sebastian esegue un'audizione per Australian Idol cantando il brano Ribbon In The Sky di Stevie Wonder: la performance desta immediatamente una reazione entusiasta dei giudici, che lo ammettono senza alcuna riserva alle fasi successive dello show. Il percorso di Guy nel programma sarà tale da portarlo alla vittoria del programma e all'ottenimento di un contratto con la BMG. Il suo singolo di esordio Angels Brought Me Here, presentato durante la finale del programma, conquista direttamente il numero 1 della classifica australiana e ottiene un successo così ampio che sarà successivamente indicato come il singolo più venduto del decennio in Australia. Nei mesi successivi l'artista concorre anche a World Idol, riuscendo a classificarsi settimo.
Sempre nel 2003 Sebastian pubblica anche il suo album di esordio Just as I Am: per ragioni contrattuali l'artista è costretto a registrare l'album in soli sei giorni, tuttavia gli viene permesso di inserirvi all'interno anche tre brani coscritti da lui. L'album ottiene un successo estremamente ampio: le sue vendite nella prima settimana ammontano a circa 164 000 unità, il che corrisponde al secondo miglior risultato di sempre per un album nel mercato australiano nel corso di un'unica settimana.  Segue la pubblicazione di un secondo singolo intitolato All I Need Is You. In questo periodo Sebastian ha la possibilità di esibirsi sui palchi di American Idol, Indonesian Idol e New Zealand Idol.

### Beautiful Life, Closer to the Sun, The Memphis Album (2004 - 2008)
A pochi mesi dalla fine della promozione del suo album di esordio, nel 2004 Sebastian lancia il lead single Out With My Baby, che raggiunge la numero 1 in classifica e viene certificato platino. Nell'ottobre dello stesso anno pubblica il suo secondo album Beautiful Life, un progetto molto orientato verso la musica R&B che presenta artisti statunitensi come Robin Thicke nei crediti di scrittura e un duetto con la cantante statunitense Mya. L'artista ha modo di esibirsi e di venire premiato durante gli ARIA Music Awards 2004: si tratta della manifestazione musicale più importante in Australia. Nei mesi successivi, l'artista porta avanti un tour nazionale e lancia altri due singoli dall'album, Kriptonite e Oh Oh. Nel 2005 l'artista continua a essere forte anche a livello internazionale, tanto da vincere premi in manifestazioni come i Nickelodeon Kids' Choice Awards e gli MTV Video Music Awards.
Nel 2006 Sebastian partecipa alla prima edizione del talent show australiano It Takes Two in qualità di mentore della concorrente Sarah Ryan, nota nuotatrice - il format prevede che personaggi famosi non appartenenti al mondo della musica si cimentino in discipline musicali. La coppia si qualifica seconda nella gara. Segue la pubblicazione del singolo Tailer, Stronger, Better e dell'album Closer To The Sun. Anche in questo caso vengono estratti tre singoli in tutto dal progetto.
A inizio 2007, l'artista annuncia di stare lavorando a un album che includa delle cover di classici della musica Memphis Soul, sottogenere del soul nato e sviluppatosi nella città americana di Memphis: il progetto viene registrato proprio a Memphis, negli Ardent Studios. The Memphis Album viene pubblicato nel novembre 2007, ottenendo un ottimo successo commerciale e riuscendo a ottenere ottime recensioni da parte della critica statunitense. Alla pubblicazione dell'album segue un tour nazionale di grande successo, per il quale l'artista realizza anche un DVD.

### Like It Like That, X Factor, Twenty Ten (2008 - 2011)
Dopo il successo di The Memphis Album, Guy Sebastian firma un contratto per la pubblicazione di un album costituito in parte da inediti e in parte da cover in USA; inizia quindi a lavorare con John Mayer e la sua band: lo stesso Mayers realizza dei cori per le sue nuove canzoni. Nel 2008 lancia il singolo Like It Like That, selezionato come colonna sonora della campagna promozionale del canale televisivo statunitense NBC. Il singolo ottiene un notevole successo in Australia, tuttavia la pubblicazione dell'album americano viene rimandata al 2010 a causa di problemi della casa discografica. Ciononostante, nei mesi successivi l'artista pubblica il suo quinto album Like It Like That, costituito esclusivamente da inediti co-scritti dall'artista. L'album include anche un duetto con Jordin Sparks, Art Of Love, che viene lanciato come secondo singolo. Verranno estratti in tutto quattro singoli dal progetto. Nel 2010 l'album viene pubblicato anche in USA, prendendo il posto del progetto inizialmente previsto per questo mercato che avrebbe dovuto includere anche cover.
Sempre nel 2010, l'artista esordisce come giudice a X Factor Australia e pubblica la sua prima raccolta di successi Twenty Ten e un duetto con la rapper statunitense Eve. In seguito a queste pubblicazioni, l'artista rinnova il suo contratto con la Sony e trascorre l'intero 2011 in tour con artisti come Boyzone e Lionel Richie. L'artista collabora con quest'ultimo in una cover del suo grande classico All Night Long, prodotta da RedOne e distribuita con fini benefici. Sempre nel 2011 l'artista viene confermato come giudice a X Factor Australia.

### Armageddon, Madness, Eurovision Song Contest (2011 - 2015)
Nel novembre 2011 pubblica il singolo Don't Worry Be Happy, ispirato dall'incontro con un motociclista arrabbiato, che ottiene un notevole successo in Australia. Segue la pubblicazione del singolo Gold e l'attività di giudice nell'edizione del 2012 di X Factor Australia: la sua concorrente Samantha Jade vince l'edizione. A questo punto pubblica singolo Battle Scars, in collaborazione con il rapper statunitense Lupe Fiasco: il brano ottiene un grande successo in USA, entrando nella top 10 della Billboard Hot 100 e permettendogli di promuovere copiosamente negli show televisivi americani. Il brano viene inserito anche nell'album di Fiasco Food & Liquor II: The Great American Rap Album Pt. 1.
A ottobre 2012 viene pubblicato l'album Armaegeddon, che include i tre singoli già rilasciati. Un quarto singolo, il brano Get Along, viene lanciato in seguito alla pubblicazione del disco. In seguito a questi successi, sempre nel 2013 l'artista pubblica il singolo Like A Drum, che diviene il lead single estratto dall'album successivo, Madness. L'artista apre inoltre la leg australiana del The Red Tour di Taylor Swift. Segue la pubblicazione dei singoli Home With Me e Mama Ain't Proud, quest'ultimo in collaborazione con 2 Chainz, e infine dell'album Madness, pubblicato nel 2014. Il quarto singolo estratto dall'album è Together Again. Nel 2015 l'artista torna a fare da giudice a X Factor Australia dopo due anni di assenza e partecipa all'Eurovision Song Contest come rappresentante dell'Australia con il brano Tonight Again, che si qualifica quinto nella competizione. Seguono la pubblicazione del singolo Black and Blue un nuovo tour australiano.

### Part 1, Conscious, T.R.U.T.H (2016 - presente)
Nel 2016 Sebastian pubblica il suo primo EP Part 1, da cui vengono estratti tre singoli: Candle, Set In Stone e Mind In You. Dopo un ulteriore tour e il lancio del singolo High On Me, Sebastian pubblica l'album Conscious, dal quale verranno estratti altri due singoli. Anche quest'album e i relativi singoli ottengono un notevole successo commerciale.
Il 4 ottobre 2018 l'artista pubblica il singolo Before I Go e annuncia l'album T.R.U.T.H. Nel 2019 torna in televisione in qualità di coach di The Voice Australia e viene nominato Membro dell'Ordine dell'Australia, un'onorificenza atta a celebrare la sua longeva carriera musicale. Sempre nel 2019 viene pubblicato il singolo Choir e portato avanti il Ridin' Solo Tour.
Nel corso del 2020 pubblica altri due singoli: Standing With You e Love On Display. Nell'ottobre 2020, in seguito a vari posticipi dovuti alla pandemia di COVID-19, l'artista pubblica l'album T.R.U.T.H.

## Discografia

### Album studio
- 2003 - Just as I Am
- 2004 - Beautiful Life
- 2006 - Closer to the Sun
- 2007 - The Memphis Album (album di cover)
- 2009 - Like It Like That
- 2012 - Armageddon
- 2014 - Madness
- 2017 - Conscious
- 2020 - T.R.U.T.H.

### Raccolte
- 2010 - Twenty Ten

### EP
2016 - Part 1

### Collaborazioni
- 2015 - Spirit of the Anzacs (Lee Kernaghan feat. Guy Sebastian, Sheppard, Jon Stevens, Jessica Mauboy, Shannon Noll e Megan Washington)

## Premi
Lista incompleta
- 4 ARIA Music Awards
- 6 ARIA No. 1 Chart Awards
- 2 APRA Awards
- 2 MTV Australia Awards